# Pla de Petracos

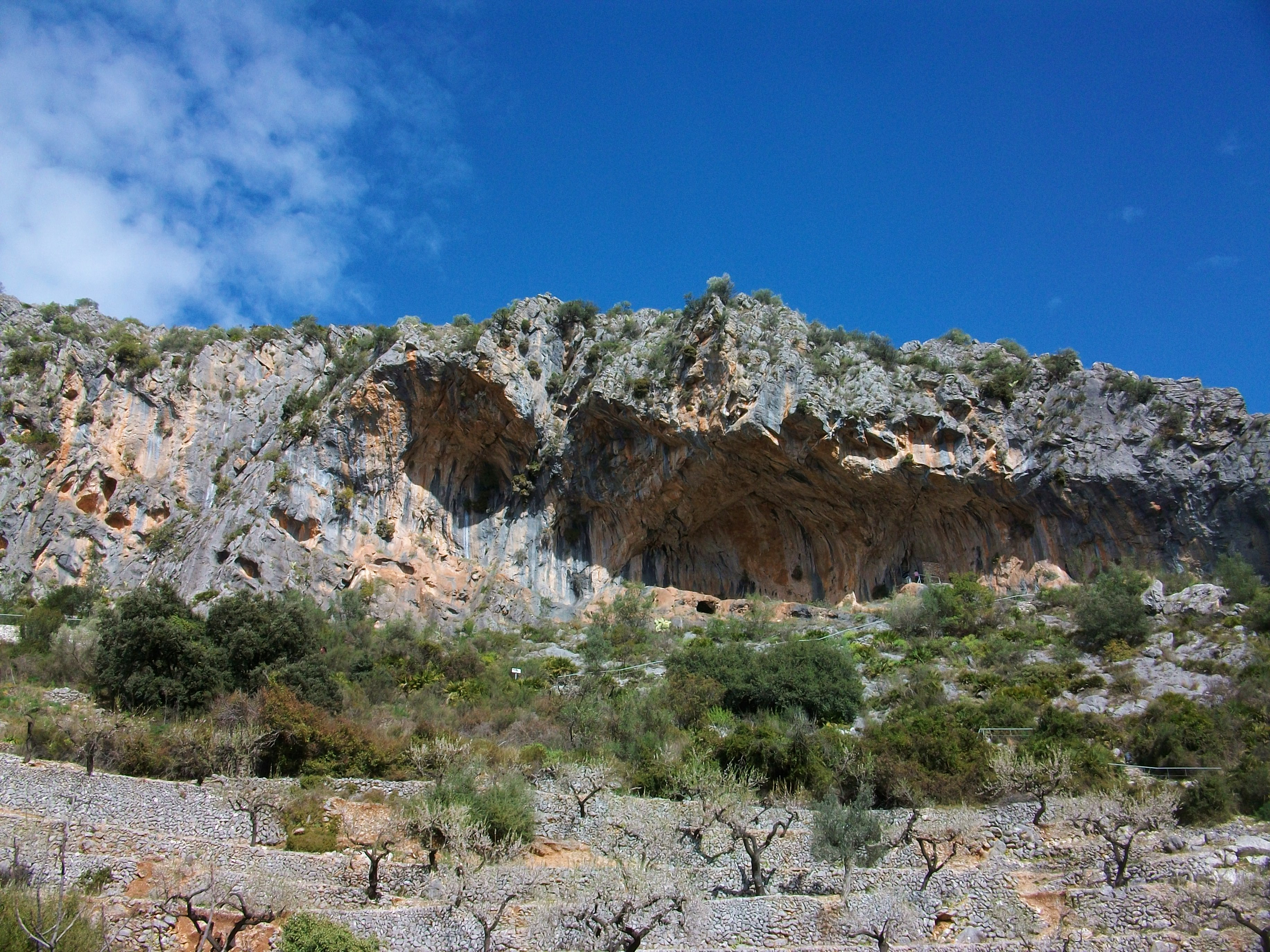
Abrics del pla de Petracos

El Pla de Petracos és un antic poblat morisc, pertanyent al terme municipal de Castell de Castells (a uns 5 km) i a 6 km de Benigembla, a uns 8 km de la Vall d'Ebo i a uns 5 km de la Vall de Laguar. Aquest paratge es troba a la Vall de Pop, a la Marina Alta (País Valencià).

## Història
Hi ha diversos masos i casetes en aquest paratge, dignes de veure, a on es conserva encara l'arquitectura tradicional lligada als camperols d'aquesta zona. Cal dir que, al Pla de Petracos, va tenir lloc una de les batalles més importants entre moriscos i cristians, després del decret d'expulsió de l'any 1609.
També, en aquest paratge, es poden contemplar unes pintures rupestres, declarades Patrimoni de la Humanitat per part de la UNESCO l'any 1998, pintures rupestres que són representatives de l'art macroesquemàtic i de l'art llevantí. Aquestes pintures rupestres del Pla de Petracos tenen uns 8.000 anys d'antiguitat. Les pintures d'art rupestre del Pla de Petracos es troben a vora 500 m del nivell del mar, al marge esquerre del barranc de Malafí. Descobert el 1980 per membres del Centre d'Estudis Contestans, es compon de vuit abrics, cinc dels quals presenten motius perfectament visibles.
El Pla de Petracos és un dels millors jaciments d'art rupestre del País Valencià. L'any 2005, la Generalitat Valenciana declara el Pla de Petracos parc d'intères cultural. En el temps en què es van realitzar les pintures era un santuari: un lloc de trobada i culte de gent unides per creences profundes, entre les quals la fertilitat i la fecunditat, el cicle agrícola o els vincles familiars cobraven un protagonisme especial.

## La festa de setembre
En aquest paratge, es posa en marxa la festa gran a Petracos en el mes de setembre. La gent fa la peregrinació a l'ermita de Petracos, s'hi fan paelles, i s'organitzen altres activitats lúdiques.